# Гемлик
Гемлик (на турски: Gemlik), преди Киос (на гръцки: Kίος Kios) е пристанищен град и район, недалеч от Бурса на Мраморно море в Турция с 92 765 жители (към 2010 г.). Гемлик е известен със сорта черни маслини.
Историята на града започва през 630 г. пр.н.е. Името Киос (на старогръцки: Kίος или Kείος; на латински: Cius) се споменава още в легендата за Аргонавтите и от Страбон. Херакъл пристига тук, Аристотел хвали законите на Киос (Kionion Politeia). В римско време градът се казва Прусия ад маре (Prusias ad Mare).
През 1922 г. гръцкото население трябва да напусне града. Голяма част отива на Пелопонес и основава в Арголида града Неа Киос (Νέα Κίος).